# Glen Ridge (Florida)
Glen Ridge ist eine Stadt im Palm Beach County im US-Bundesstaat Florida. Das U.S. Census Bureau hat bei der Volkszählung 2020 eine Einwohnerzahl von 217 ermittelt.

## Geographie
Die Stadt grenzt direkt westlich an West Palm Beach in unmittelbarer Nähe zum Flughafen Palm Beach. Glen Ridge wird im Norden vom Southern Blvd tangiert, auf dem der U.S. Highway 98 sowie die Florida State Roads 80 und 700 entlangführen. In direkter Nähe hat man auch Anschluss an die Interstate 95.

## Demographische Daten
Laut der Volkszählung 2010 verteilten sich die damaligen 219 Einwohner auf 94 Haushalte. Die Bevölkerungsdichte lag bei 365,0 Einw./km². 95,0 % der Bevölkerung bezeichneten sich als Weiße, 1,4 % als Afroamerikaner, und 0,9 % als Indianer. 2,3 % gaben die Angehörigkeit zu einer anderen Ethnie und 0,5 % zu mehreren Ethnien an. 28,3 % der Bevölkerung bestand aus Hispanics oder Latinos.
Im Jahr 2010 lebten in 33,3 % aller Haushalte Kinder unter 18 Jahren sowie 26,2 % aller Haushalte Personen mit mindestens 65 Jahren. 58,3 % der Haushalte waren Familienhaushalte (bestehend aus verheirateten Paaren mit oder ohne Nachkommen bzw. einem Elternteil mit Nachkomme). Die durchschnittliche Größe eines Haushalts lag bei 2,61 Personen und die durchschnittliche Familiengröße bei 3,35 Personen.
26,9 % der Bevölkerung waren jünger als 20 Jahre, 15,9 % waren 20 bis 39 Jahre alt, 38,3 % waren 40 bis 59 Jahre alt und 18,7 % waren mindestens 60 Jahre alt. Das mittlere Alter betrug 44 Jahre. 52,5 % der Bevölkerung waren männlich und 47,5 % weiblich.
Das durchschnittliche Jahreseinkommen lag bei 66.250 $, dabei lebten 12,9 % der Bevölkerung unter der Armutsgrenze.
Im Jahr 2000 war Englisch die Muttersprache von 91,30 % der Bevölkerung und spanisch sprachen 8,69 %.